# Hans Daiber (Journalist)
Hans Daiber (* 9. Mai 1927 in Breslau; † 18. September 2013 in Bonn) war ein deutscher Journalist und Autor.

## Leben und Wirken
Er arbeitete ab 1951 als Hörfunkredakteur beim Südfunk Stuttgart, danach bis Herbst 1962 als Dramaturg für Fernsehspiele bei Radio Bremen und anschließend nur kurze Zeit als Feuilletonredakteur und Theaterkritiker der Deutschen Zeitung mit Wirtschaftszeitung in Köln, in der er bereits seit 1959 publiziert hatte. Danach arbeitete er zunächst als freier Schriftsteller.
1965 erschien im Langen Müller Verlag sein Buch Theater, eine Bilanz, die älteste feststellbare Quelle der Theaterweisheit: „Kritiker sind wie Eunuchen, sagt man, die wissen, wie man's macht, aber sie können es nicht“ (S. 165). Es folgten Argumente für Lazarus - Komische, ironische und drakonische Geschichten (1966), Vor Deutschland wird gewarnt - 17 exemplarische Lebensläufe (1967) und Doppelspiel (Roman 1969). Der Molden-Verlag brachte 1971 Daibers Gerhart Hauptmann oder Der letzte Klassiker und Philipp Reclam 1976 sein Deutsches Theater seit 1945 heraus. In den 1970er Jahren wurde Daiber Autor und Redakteur beim Westdeutschen Rundfunk Köln. 1974 wurde dort sein Hörspiel Zwischenfall ausgestrahlt, ein fiktiver „Live“-Bericht über den Einsturz des Kölner Doms.
Daiber schrieb u. a. auch für den Rheinischen Merkur und von 1961 bis 1986 für Die Zeit. 1990 erschien bei Suhrkamp eine von ihm aktualisierte Neuauflage von Friedrich Michaels Geschichte des deutschen Theaters. 1995 veröffentlichte Daiber im Verlag Günther Neske Schaufenster der Diktatur – Theater im Machtbereich Hitlers und schrieb dann noch gelegentlich für Die Welt. Im Interview mit dieser Zeitung berichtete Swetlana Geier 2003 auf die Frage nach ihrer „Geburtsstunde“ als Übersetzerin, Hans Daiber, den sie vom Studium sehr gut gekannt habe, habe ihre erste Übersetzung für sie abgeschrieben und sie durch seine Bekanntschaft mit Ernesto Grassi beim Rowohlt Verlag untergebracht.
Hans Daiber wurde am 7. Oktober 2013 nach einer Trauerfeier in der Kapelle des Augustinums Bonn in einer Urne im Mausoleum von Carstanjen in Bad Godesberg-Plittersdorf beigesetzt.

## Hörspiele (Auswahl)
Autor:
- 1955: Herr Müller lebt gefährlich. Eine Groteske von heute - Regie: Günter Siebert (Kurzhörspiel – RB)
- 1957: Lasst das Werk den Meister loben. Eine heitere Hörfolge über Wilhelm Busch - Regie: Robert Vogel (Hörspiel – SDR)
- 1957: Hexen sind nicht totzukriegen - Regie: Theodor Steiner (Hörspiel – SR)
- 1957: Kathedrale mit zwei Sternchen. Funkerzählung - Regie: Fritz Peter Vary (Kurzhörspiel – WDR)
- 1963: Triumph des Kunstgeschmacks - Regie: Charlotte Niemann (Kurzhörspiel – RB)
- 1963: Literatengekakel. Eine Funkgroteske - Regie: Charlotte Niemann (Hörspiel - RB)
- 1963: Urlaub an der Front. Funkgroteske - Regie: Charlotte Niemann (Original-Hörspiel, Kurzhörspiel – RB)
- 1964: Wenn der Chef bei Nacht regiert. Eine Funkerzählung für drei Stimmen - Regie: Gerlach Fiedler (Original-Hörspiel – RB)
- 1964: Kleine Fahrten aus der Haut - Regie: Charlotte Niemann (Kurzhörspiel – RB)
- 1964: Das Kummerbuch. Funkerzählung - Regie: Joachim Hoene (Original-Hörspiel – SDR)
- 1970: Die Lockung - Regie: Tibor von Peterdy (Kurzhörspiel – DW)

Bearbeitung (Wort):
- 1959: George Orwell: Die Farm der Tiere - Regie: Günter Bommert (Hörspielbearbeitung, Hörbild – RB)
- 1959: Martin Kessel: Herrn Brechers Fiasko. Funkerzählung - Regie: N. N. (Hörspielbearbeitung – SDR)

## Weitere Werke (Auswahl)
- 1958: Überall sitzen sie, erschien in der Zeitschrift Akzente